# Лудвиг Австрийски
Лудвиг Йозеф Антон Йохан Австрийски (на немски: Ludwig Joseph Anton Johann Erzherzog von Österreich; * 13 декември 1784, Флоренция; † 21 декември 1864, Виена) от династията Хабсбург-Лотаринги, е австрийски ерцхерцог и генерал и политик, рицар на Ордена на Златното руно.

## Биография
Той е единадесетият син на император Леополд II (* 1747, † 1792; упр. 1790 – 1792), и съпругата му инфанта Мария Лудовика (1745 – 1792), дъщеря на крал Карлос III от Испания от династията Бурбони и принцеса Мария-Амалия Саксонска. Най-големият му брат Франц II (1768 – 1835) е последният император на Свещената Римска империя и като Франц I първият австрийски император. Брат му Фердинанд III (1769 – 1824) е велик херцог на Тоскана.
Лудвиг замества често брат си Франц II. Той поддържа политиката на държавния канцлер Метерних. След мартенската революция през 1848 г. Лудвиг напуска политиката и се оттегля.
Лудвиг Австрийски умира на 80 години неженен на 21 декември 1864 г. във Виена. Погребан е в капуцинската гробница. Сърцето му е погребано отделно и се намира в „капелата Лорето“ на августинската църква във Виена.